# 延寿県
延寿県（えんじゅ-けん）は、中華人民共和国黒竜江省ハルビン市に位置する県。県人民政府の所在地は延寿鎮。国家級貧困県に指定されている。

## 地理
北西を賓県（県級行政区）、北東を方正県（県級行政区）、東部・南部・西部を尚志市（県級市）と行政区境を接している。
省道203号と並走するように、南西から北東にかけてアムール川(黒竜江)へと続く松花江の支流である螞蜒河が本県を縦断するように流れている。
また、北部の方正県との県境付近に関門山ダム (延寿)と、南部の玉河鎮に新城ダム (延寿)がある。

## 歴史
清代はギリン（吉林）将軍の管轄地であり。清末より本格的な入植が開始された。人口の増加にともない1902年（光緒28年）1月11日に設置された長寿県を前身とする。中華民国が成立すると四川省に同名県が存在したことから、1914年（民国3年）に同賓県と、1929年に更に延寿県に改称され現在に至る。

## 行政区画
下部に6鎮、3郷を管轄：
- 鎮：延寿鎮、六団鎮、中和鎮、加信鎮、延河鎮、玉河鎮
- 郷：安山郷、寿山郷、青川郷

## 交通

### 道路
- 省道
  -  203省道

## 健康・医療・衛生
- 哈爾浜市延寿県人民医院
- 延寿県中医院